# Virtuosi Racing
Virtuosi Racing est une écurie de sport automobile britannique. Elle a été fondée par Andy Roche en 2012. Elle participe depuis 2019 au championnat de Formule 2 et depuis 2022 au championnat de Formule 4 britannique. Elle a également participé au championnat Auto GP de 2012 à 2015.

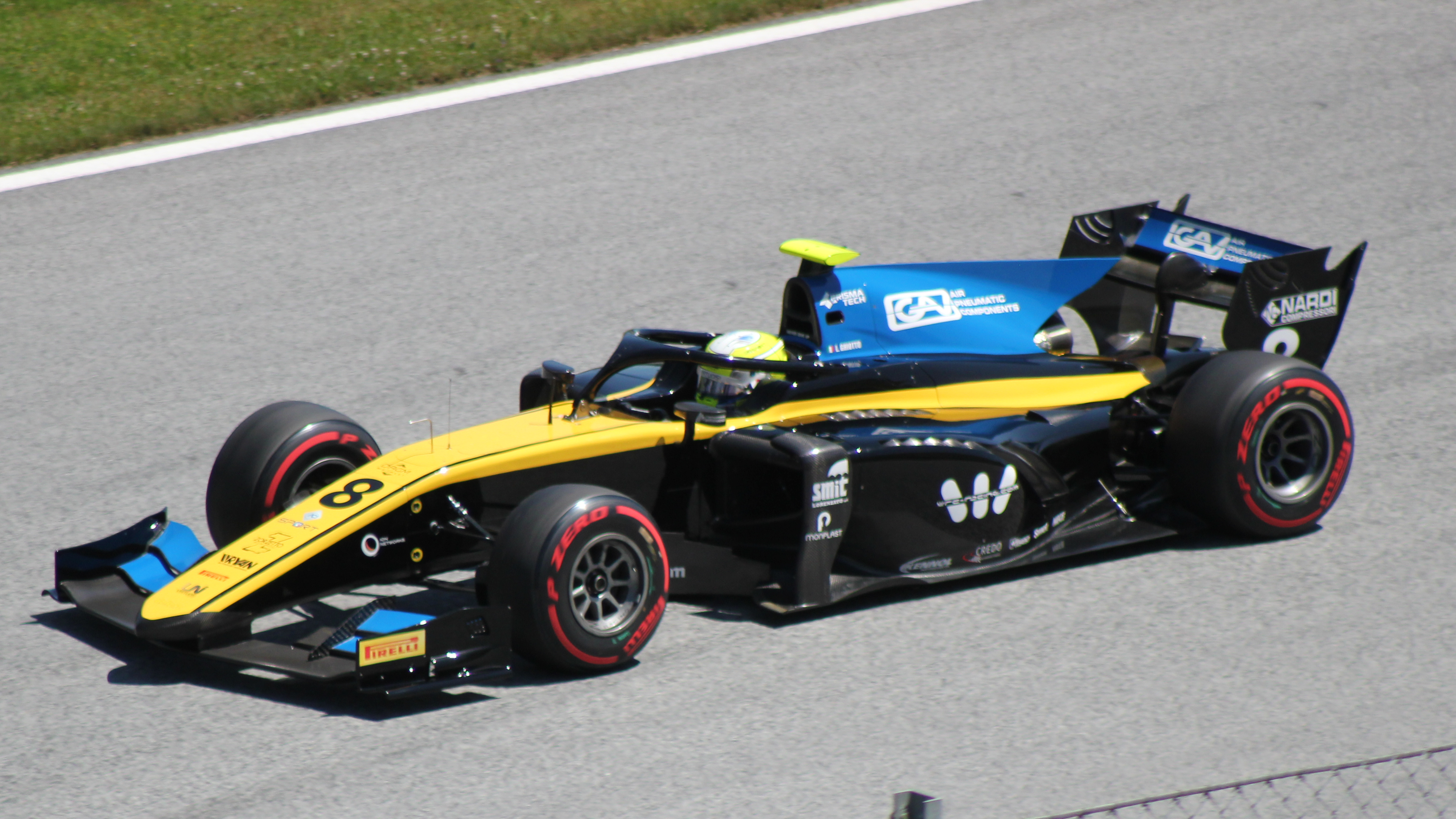
Luca Ghiotto durant le Championnat de Formule 2 2019

## Résultats en Formule 2
| Saison | Écurie                  | Châssis | Moteur     | Pilotes                         | Courses disputées | Victoires | Pole positions | Podiums | Records du tour | Points inscrits | Classement |
| ------ | ----------------------- | ------- | ---------- | ------------------------------- | ----------------- | --------- | -------------- | ------- | --------------- | --------------- | ---------- |
| 2019   | UNI-Virtuosi Racing     | Dallara | Mecachrome | Zhou Guanyu Luca Ghiotto        | 22                | 4         | 3              | 14      | 4               | 347             | 2e         |
| 2020   | UNI-Virtuosi Racing     | Dallara | Mecachrome | Zhou Guanyu Callum Ilott        | 24                | 4         | 5              | 12      | 4               | 352,5           | 2e         |
| 2021   | UNI-Virtuosi Racing     | Dallara | Mecachrome | Zhou Guanyu Felipe Drugovich    | 23                | 4         | 1              | 13      | 1               | 288             | 2e         |
| 2022   | Virtuosi Racing         | Dallara | Mecachrome | Jack Doohan Marino Sato         | 28                | 3         | 3              | 6       | 4               | 134             | 7e         |
| 2023   | Invicta Virtuosi Racing | Dallara | Mecachrome | Jack Doohan Amaury Cordeel      | 26                | 3         | 2              | 5       | 3               | 176             | 5e         |
| 2024   | Invicta Racing          | Dallara | Mecachrome | Kush Maini Gabriel Bortoleto    | 28                | 3         | 3              | 13      | 4               | 288,5           | Champion   |
| 2025   | Invicta Racing          | Dallara | Mecachrome | Leonardo Fornaroli Roman Staněk |                   |           |                |         |                 |                 |            |

## Résultats en Auto GP
| Saison | Voiture    | Pilotes            | Courses disputées | Victoires | Pole positions | Podiums | Records du tour | Points inscrits | Classement pilotes | Classement écuries |
| ------ | ---------- | ------------------ | ----------------- | --------- | -------------- | ------- | --------------- | --------------- | ------------------ | ------------------ |
| 2012   | Lola–Zytek | Matteo Beretta     | 4                 | 0         | 0              | 0       | 0               | 0               | 24e                | 4e                 |
| 2012   | Lola–Zytek | Sten Pentus        | 6                 | 0         | 0              | 0       | 0               | 14              | 15e                | 4e                 |
| 2012   | Lola–Zytek | Francesco Dracone  | 10                | 0         | 0              | 0       | 0               | 14              | 16e                | 4e                 |
| 2012   | Lola–Zytek | Pål Varhaug        | 14                | 3         | 0              | 8       | 1               | 183             | 2e                 | 4e                 |
| 2013   | Lola–Zytek | Andrea Roda        | 16                | 0         | 0              | 0       | 0               | 45              | 12e                | 7e                 |
| 2013   | Lola–Zytek | Maksim Sniegiriow  | 16                | 0         | 0              | 0       | 0               | 24              | 13e                | 7e                 |
| 2013   | Lola–Zytek | Roberto La Rocca   | 6                 | 0         | 0              | 0       | 0               | 20              | 15e                | 7e                 |
| 2014   | Lola–Zytek | Andrea Roda        | 16                | 1         | 0              | 0       | 0               | 166             | 4e                 | 2e                 |
| 2014   | Lola–Zytek | Richard Gonda      | 2                 | 0         | 0              | 0       | 0               | 0               | 22e                | 2e                 |
| 2014   | Lola–Zytek | Sam Dejonghe       | 6                 | 0         | 0              | 1       | 0               | 41              | 10e                | 2e                 |
| 2014   | Lola–Zytek | Pål Varhaug        | 2                 | 0         | 0              | 1       | 0               | 24              | 15e                | 2e                 |
| 2014   | Lola–Zytek | Tamás Pál Kiss     | 6                 | 2         | 1              | 0       | 1               | 207             | 2e                 | 2e                 |
| 2015   | Lola–Zytek | Nikita Zlobin      | 4                 | 0         | 0              | 0       | 0               | 30              | 4e                 | 3e                 |
| 2015   | Lola–Zytek | Johnny Cecotto Jr. | 2                 | 0         | 0              | 1       | 0               | 22              | 8e                 | 3e                 |